# 瓦爾納 (阿肯色州)
瓦爾納（英語：Varner）是位於美國阿肯色州林肯縣的一個非建制地區。該地的面積和人口皆未知。

## 地理
瓦爾納的座標為34°02′18″N 91°37′08″W / 34.03833°N 91.61889°W，而該地的平均海拔高度為54米（即177英尺）。